# Mammillaria longimamma
Mammillaria longimamma là một loài thực vật có hoa trong họ Cactaceae. Loài này được DC. mô tả khoa học đầu tiên năm 1829.

## Hình ảnh

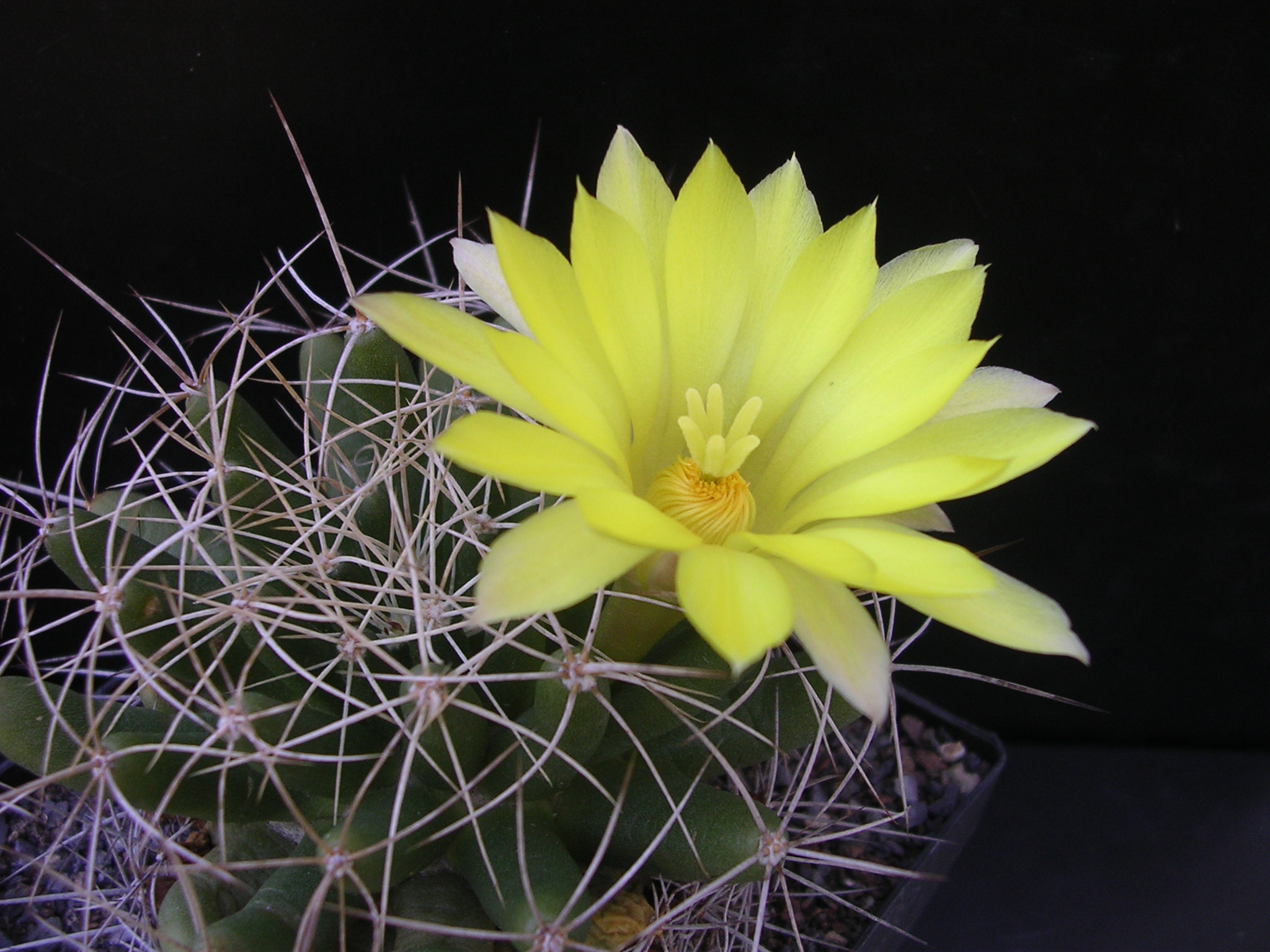
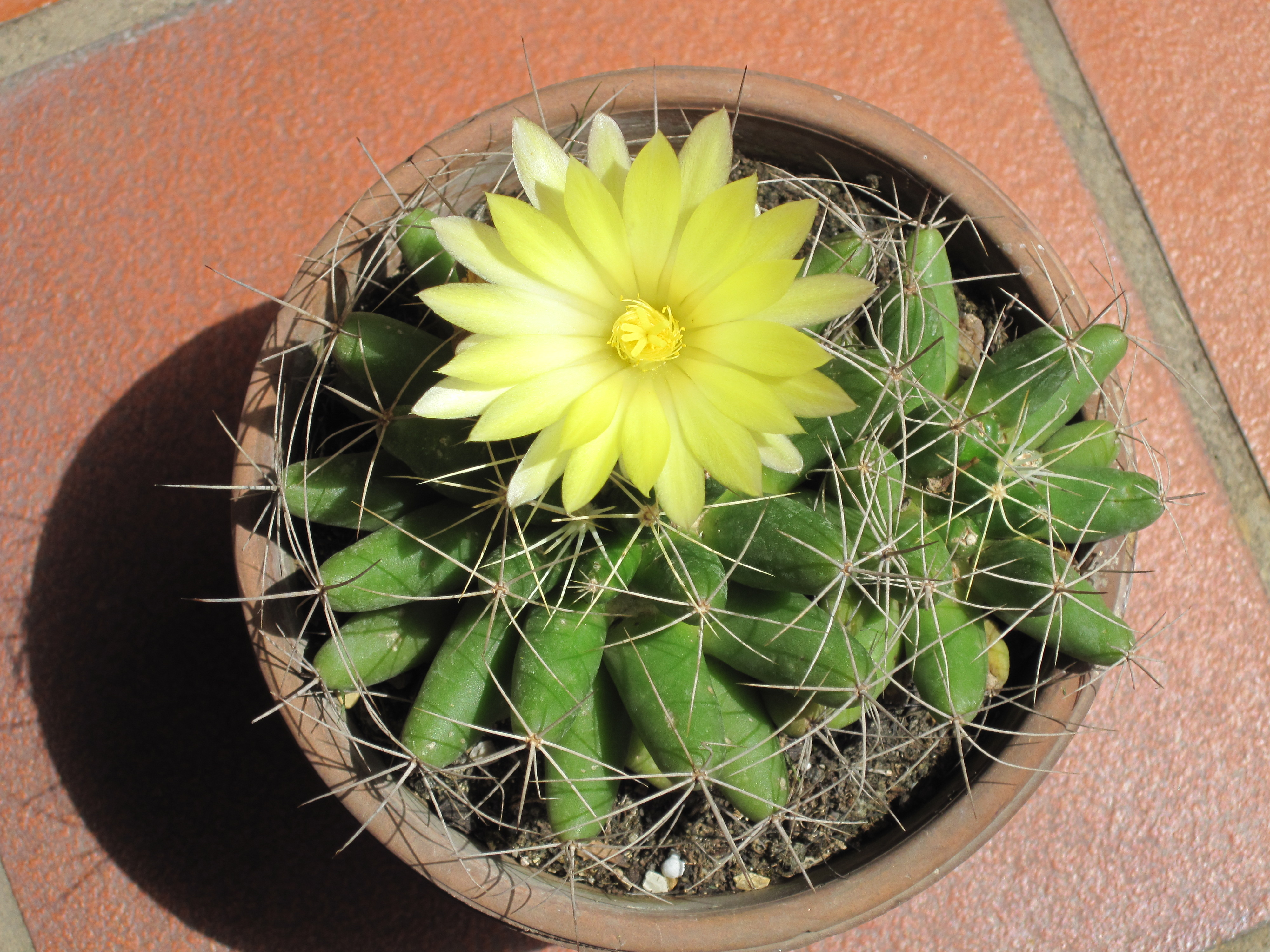
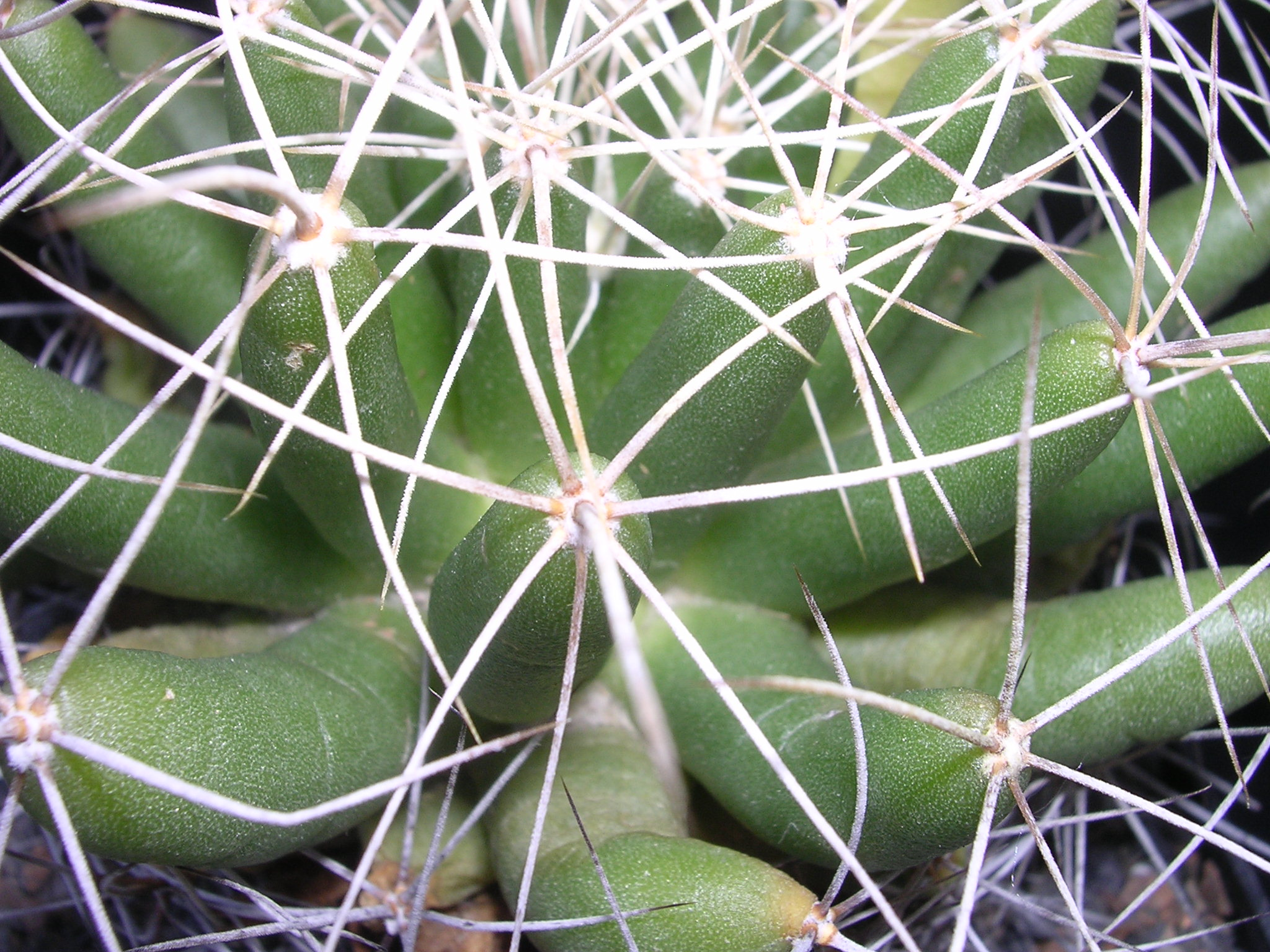
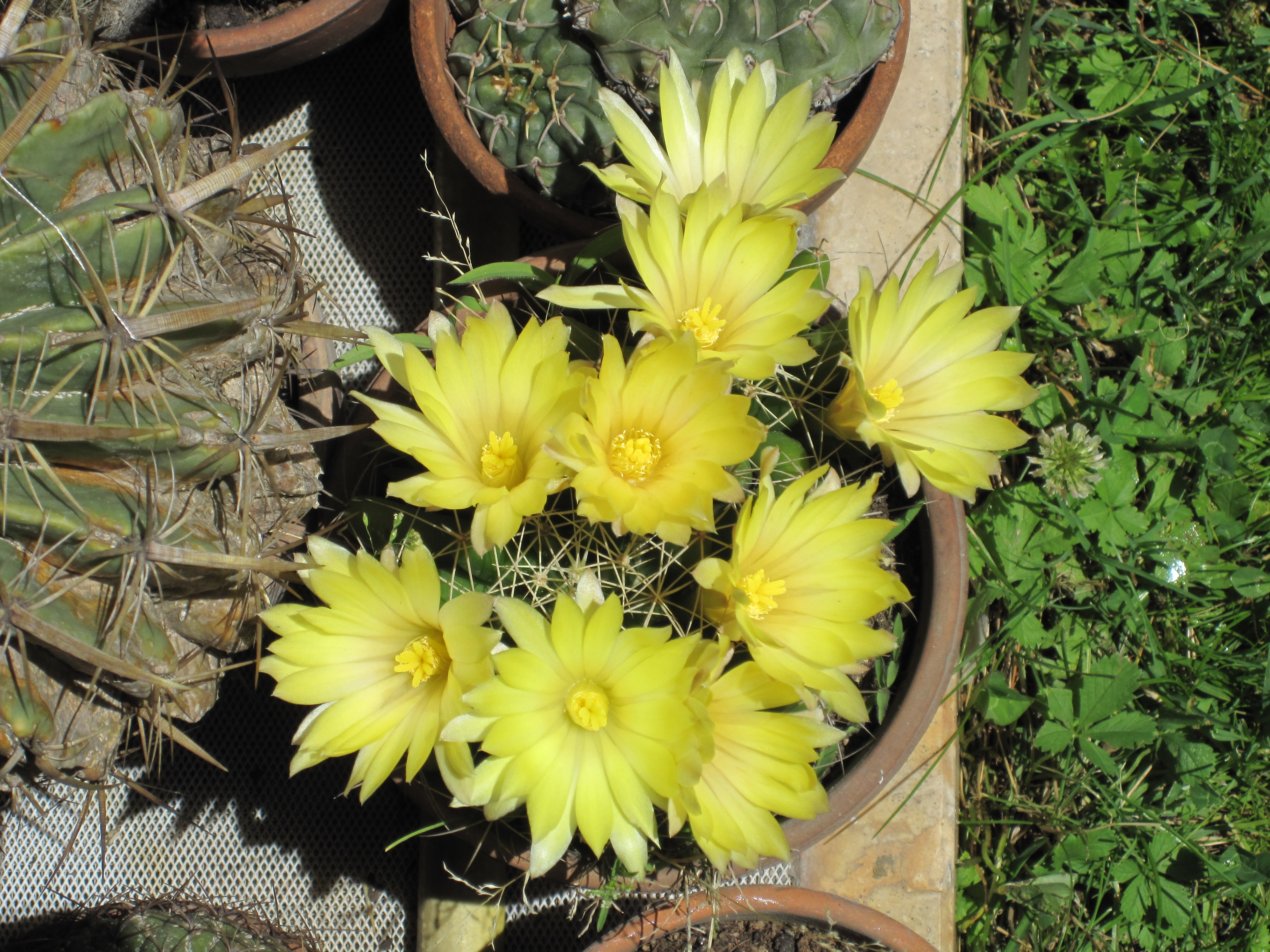
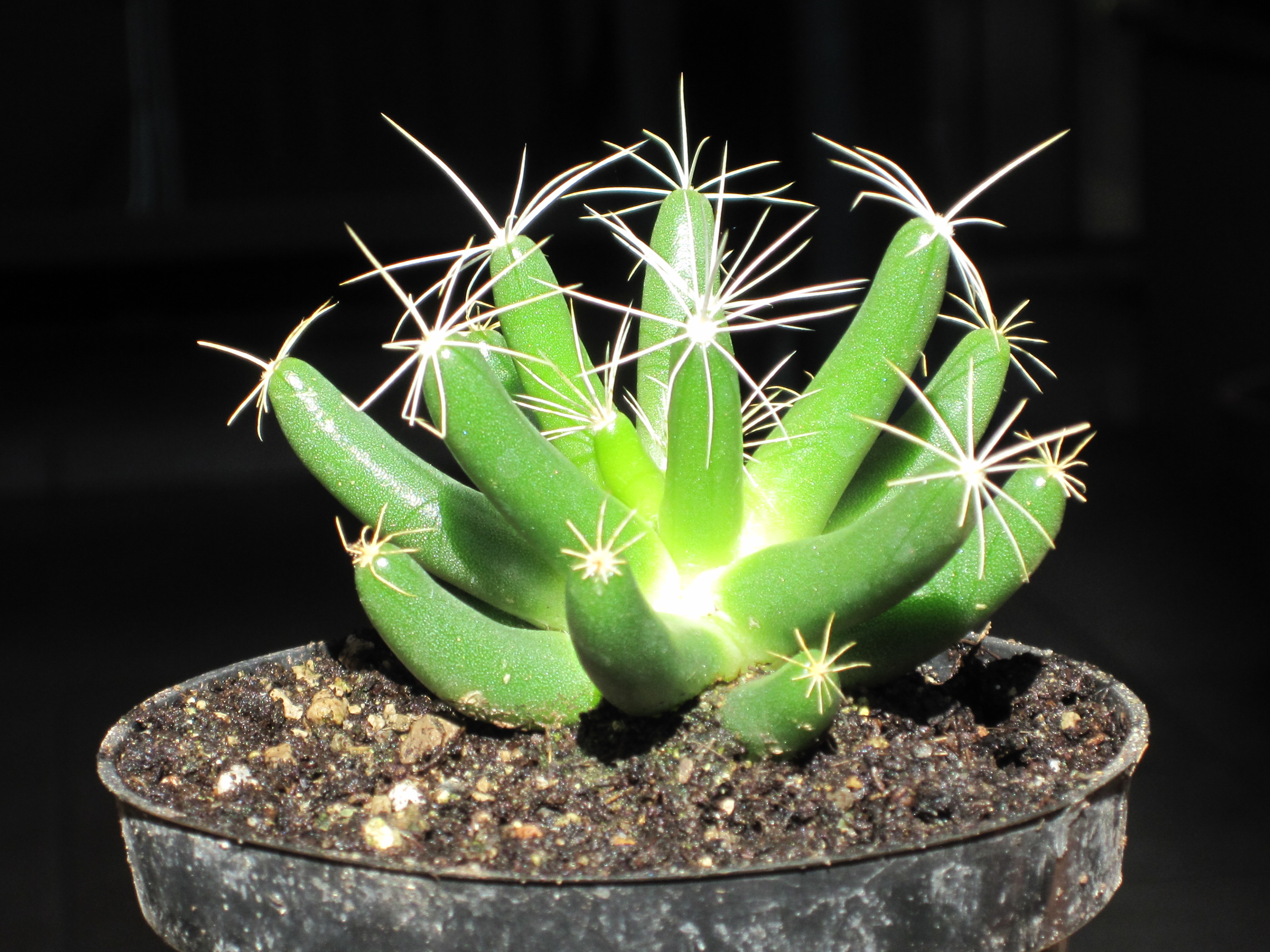